# Vierge de Svenski
La Vierge de Svenski est une icône provenant du monastère de Sven, situé près de la ville russe de Briansk, où elle serait « apparue » en 1288, lors de la fondation du monastère c'est-à-dire deux siècles après sa création au XIe siècle.

## Histoire et caractéristiques
Cette icône est attribuée à Alipi Petcherski par certains historiens d'art, comme Konrad Onasch par exemple. Selon la légende, elle guérit d'une grave maladie Roman, prince de Briansk, mort en 1285 et fils de Michel Ier de Kiev. Le prince l'installa par la suite au monastère de Sven (nommé d'après la rivière Sven) qui lui donna son patronage. 
Son type en iconographie est dit petcherski et se caractérise par une Théotokos siégeant sur un trône élevé, tenant dans ses bras le Christ enfant qui bénit, avec à ses côtés Antoine et Théodose, fondateurs du monastère de la Laure des Grottes de Kiev. Le type petcherski suggère qu'elle a été exécutée bien avant la fondation du monastère et l'on voit renseignées des datations du XIe siècle. Elle peut être également classée dans le type d'icône Panakhranta. Il n'est pas exclu que l'icône représente une copie de celle de l'église de la Dormition de ce monastère. L'historien russe D. V. Aïnalov souligne son caractère kiévien. 
La manière de peindre ressemble à celle des peintres balkaniques. Les visages sont peints à l'ocre diluée, aux touches épaisses. Les yeux sont grands et pleins de vie. Les formes sont archaïques, maladroites, un peu grossières.
La Mère de Dieu est assise sur un trône élevé. À l'origine elle se tenait debout. Ce qui ressort du raccourcissement maladroit des jambes, remarque Konrad Onasch ,.